# Simulium deserticola
Simulium deserticola är en tvåvingeart som beskrevs av Rubtsov 1940. Simulium deserticola ingår i släktet Simulium och familjen knott. Inga underarter finns listade i Catalogue of Life.